# Oligodactylie

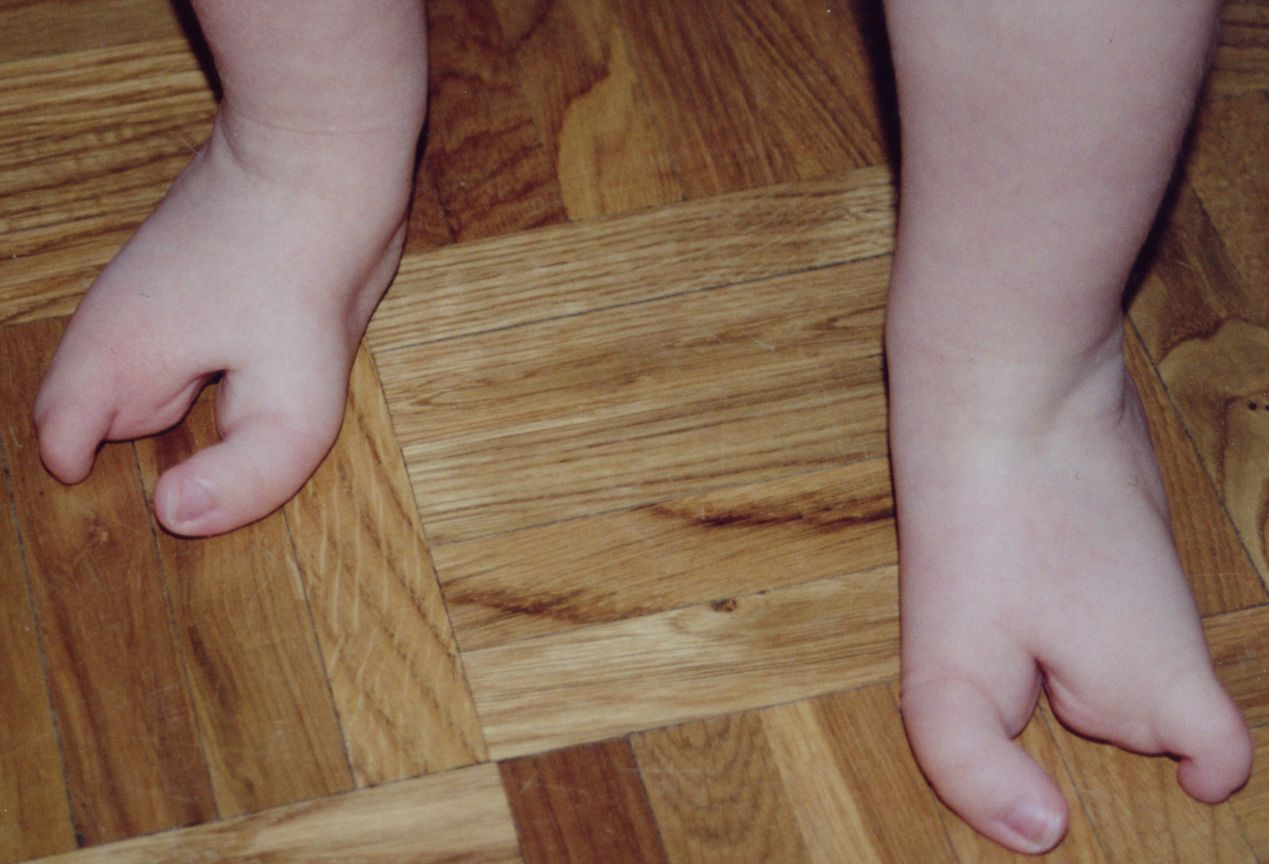
Photographie de pieds oligodactyles

L’oligodactylie se définit comme « l'absence d'origine congénitale d'un ou plusieurs doigts ou orteils sur une main ou un pied ».
Le syndrome de Hertwig-Weyers, qui décrit l'oligodactylie chez les humains à la suite d'une exposition aux rayonnements, a été découvert par Paula Hertwig et Helmut Weyers.